# Флабеллум

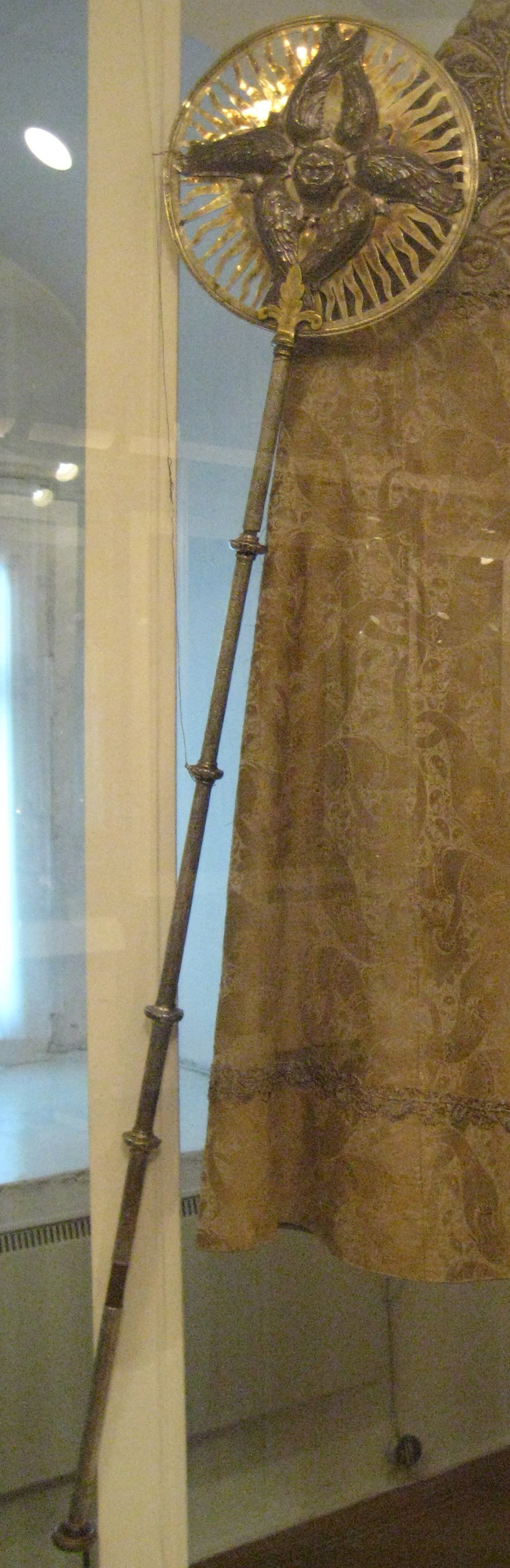
Флабеллум (рипіда) у Православні церкві

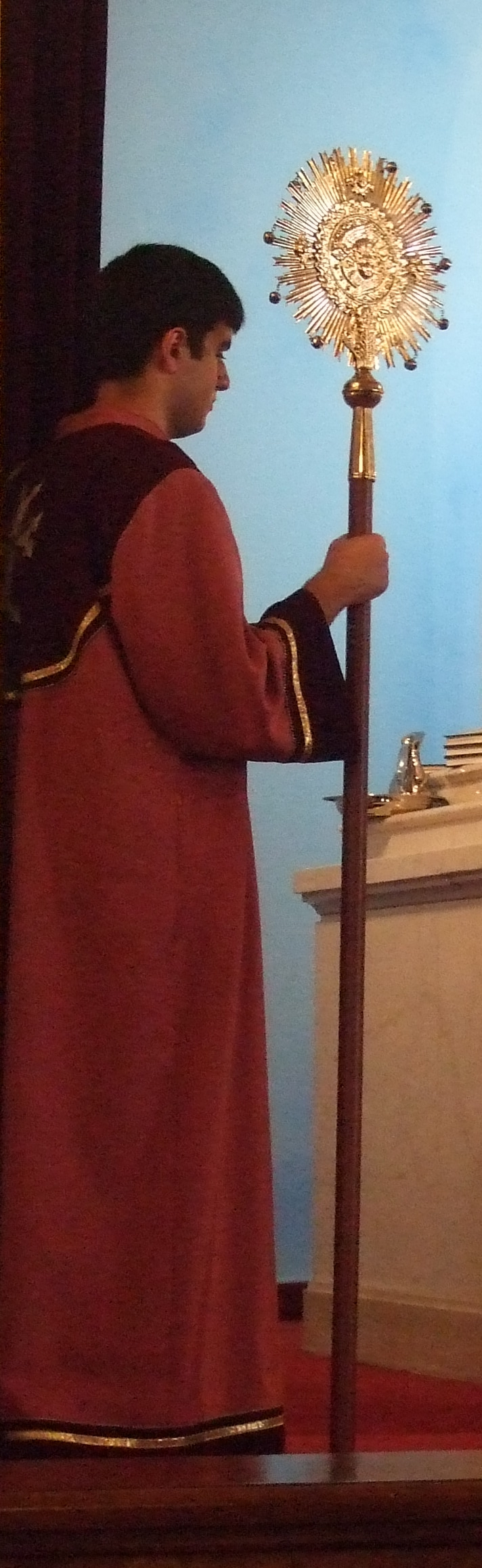

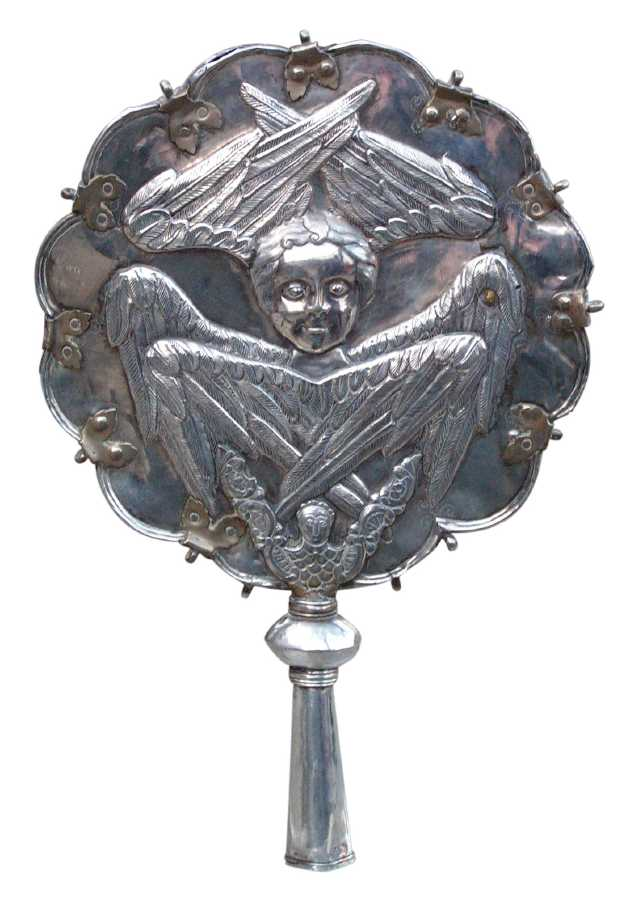

Флабеллум (лат. Flabellum, множина flabella) — в католицькому літургійному використанні, віяло зроблене з металу, шкіри, шовку, пергаменту або пір'я, призначене для відлякування комах при освяченні Тіла і Крові Христа, а також і від священика. Вживається також, щоб показати  честь на уточистостях. Урочисте використання таких віял походить від стародавнього Єгипту, як  приклад віяло знайдене в гробниці Тутанхамона. 
Були у використанні як в язичницьких ритуалах так і в християнські церкві від перших днів. Згідно з Апостольською конституцією четвертого століття, (VIII, 12): «Нехай двоє дияконів з обидвох сторін від вівтаря тримають віяла, зроблені з тонких оболонок, або пір'я павича, або з тонкого сукна, і нехай вони мовчки відганяють дрібних комах, що літають, щоб вони не могли наблизитися до чаші».